# Coenonympha anaxagoras
Coenonympha anaxagoras är en fjärilsart som beskrevs av Assmus 1857. Coenonympha anaxagoras ingår i släktet Coenonympha och familjen praktfjärilar. Inga underarter finns listade i Catalogue of Life.